# Chinnawat Wongchai
Chinnawat Wongchai (thailändisch ชินวัฒน์ วงศ์ไชย, * 8. Dezember 1996 in Chiangrai) ist ein thailändischer Fußballspieler.

## Karriere
Chinnawat Wongchai spielte von 2015 bis 2019 in Rayong bei PTT Rayong FC. Wo er vorher gespielt hat, ist unbekannt. Von 2015 bis 2018 spielte er mit PTT in der zweiten Liga. 2018 wurde er mit dem Club Meister der Thai League 2 und stieg somit in die erste Liga auf. 2019 kam er auf insgesamt 22 Einsätze in der ersten Liga. Nachdem sich PTT Ende 2019 aus dem Ligabetrieb zurückgezogen hatte, schloss er sich 2020 dem Vizemeister Buriram United aus Buriram an. Im September 2020 wechselte er auf Leihbasis zum Ligakonkurrenten Rayong FC nach Rayong. Am Ende der Saison 2020/21 musste er mit Trat als Tabellenletzter in die zweite Liga absteigen. Nach dem Abstieg kehrte er nach Buriram zurück. Im Juni 2021 wechselte er wieder auf Leihbasis zum Ligakonkurrenten PT Prachuap FC. Für den Verein aus Prachuap absolvierte er 22 Erstligaspiele. Im Juni 2022 wurde sein Ausleihvertrag um ein Jahr verlängert. Nach insgesamt 37 Erstligaspielen kehrte er nach der Saison 2022/23 zu Buriram zurück. Nach der Rückkehr wechselte er zu Beginn der Saison 2023/24 zum ebenfalls in der ersten Liga spielenden Port FC.

## Erfolge
PTT Rayong FC
- Thailändischer Zweitligameister: 2018  ▲